# コバチ
コバチ（小蜂）は、ハチ目（膜翅目：まくしもく）・細腰亜目（さいようあもく）・コバチ上科 Chalcidoidea の昆虫の総称（時にムカシホソハネコバチ上科 Mymarommatoidea を含めて言うこともある）。ほとんどの種で体長が数mmから1mm以下と非常に小さく、さまざまな動植物に寄生する寄生蜂類である。

## 概要
大型種では16mmほどにもなるが、これは本グループにおいては例外的な巨大さで、大部分は数mmか1mm以下である。全昆虫のうち最小の種もこの上科のもので、体長0.2mmほどである。しかし微小ではあっても、形態は他のハチと基本的に同じで、6本の脚と発達した複眼や単眼をもち、通常は4枚の翅を持っている。ただし翅脈は非常に単純化しており、時に翅が縮小したり消失している種もある。特にオスのみが翅を持たないものもある。様々な色のものがあるが、緑色の金属光沢をもつものや黒っぽいものが多い。動物に寄生するものは他の昆虫の幼虫や蛹などに寄生することが多く、植物に寄生するものは虫こぶの原因となるものもある。
植物に寄生するものは、モウソウチクやマダケに寄生するモウソウタマコバチやマダケコバチ（共にカタビロコバチ科）など害虫として知られているものもある一方で、カイガラムシなどの害虫に寄生する種（クワコナカイガラトビコバチなどトビコバチ科に多い）は人間にとって益虫であると見なされている。

## 分類

Leucospis gigas Fabricius, 1793
（シリアゲコバチ科）

- Mymarommatoidea ムカシホソハネコバチ上科 
  - Mymarommatidae ムカシホソハネコバチ科
  - †Serphitidae 化石のみ（Serphitoidea 上科として分けることもある）
- Chalcidoidea コバチ上科 
  - Agaonidae イチジクコバチ科
  - Aphelinidae ツヤコバチ科
  - Chalcididae アシブトコバチ科
  - Encyrtidae トビコバチ科
  - Eucharitidae アリヤドリコバチ科
  - Eulophidae ヒメコバチ科（Elasmidae ノミコバチ科（ホソナガコバチ科）を含む）
  - Eupelmidae ナガコバチ科
  - Eurytomidae カタビロコバチ科
  - Khutelchalcididae
  - Leucospidae シリアゲコバチ科
  - Mymaridae ホソハネコバチ科
  - Ormyridae タマヤドリコバチ科
  - Perilampidae マルハラコバチ科
  - Pteromalidae コガネコバチ科（英語版）
    - Spinancistrus nitidus コバチ

  - Rotoitidae
  - Signiphoridae クロツヤコバチ科
  - Tanaostigmatidae マメトビコバチ科
  - Tetracampidae クビナガコバチ科（ケブカコバチ科）
  - Torymidae オナガコバチ科
  - Trichogrammatidae タマゴコバチ科